# John Greenlees
John Patrick Campbell Greenlees (né en 1959) est un mathématicien britannique spécialisé en topologie algébrique.

## Formation et carrière
Greenlees obtient son doctorat à l'université de Cambridge en 1986 sous la direction de Frank Adams avec une thèse intitulée Adams Spectral Sequences in Equivariant Topology. À Cambridge, il est étudiant senior de Rouse Ball au Trinity College pendant un an. En tant que boursier postdoctoral, il est à l'université nationale de Singapour de 1986 à 1989 et à l'université de Chicago en 1989/90. À partir de 1990, il enseigne et mène des recherches à l'université de Sheffield (avec une chaire personnelle à partir de 1995), où il est chef du département de mathématiques pures de 2004 à 2008 et chef de l'école de mathématiques et de statistique de 2010 à 2013. En 2018, il devient professeur à l'université de Warwick et chef du département de mathématiques.
Il est professeur invité et chercheur invité à l'université de Chicago, à l'Institut Isaac-Newton, au MSRI du CRM à Barcelone et au Centre Hausdorff pour les mathématiques à Bonn (2015), entre autres.

## Travaux
Il est connu pour ses contributions à la théorie de l' homotopie stable (théorie de l'homotopie des spectres) dans le cas d'actions de groupe supplémentaires sur les espaces sous-jacents (théorie dite de l'homotopie stable équivariante, introduite par Graeme Segal). La théorie rationnelle de l'homotopie stable (avec homologie avec les coefficients des nombres rationnels) a été traitée par Jean-Pierre Serre dans les années 1950. Dans les années 1980, Greenlees et J. Peter May ont traité le cas équivariant pour les groupes finis et ont montré que la théorie de l'homotopie stable équivariante rationnelle correspond à des objets différentiellement gradués dans les foncteurs de Mackey (une construction algébrique incorporant les données de sous-groupe). Enfin, en 2018, Greenlees et Brooke Shipley étudient le cas des groupes de Lie compacts. Le point principal compliquant ce cas était que les groupes de Lie eux-mêmes possédaient une structure topologique riche, qui devait être factorisée dans le formalisme algébrique. Ils ont montré que la théorie de l'homotopie stable équivariante du tore rationnel était équivalente à une catégorie de chaînes complexes de faisceaux. Plus précisément, ils ont utilisé la structure en sous-groupes du tore pour générer un diagramme d'anneaux similaire au faisceau de structure d'un schéma projectif. La théorie de l'homotopie stable équivariante du tore est équivalente aux complexes de chaînes de modules quasi-cohérents sur ce faisceau de structure. 
Il a également effectué des recherches sur d'autres invariants topologiques dans des espaces à structure de groupe, tels que la théorie K équivariante, les genres elliptiques équivariants et la cohomologie elliptique équivariante, la théorie de la cohomologie orientée complexe équivariante et les lois de groupe formelles équivariantes.

## Prix et distinctions
En 1995/96, il est membre de la Fondation Nuffield. En 2022, il reçoit le prix Senior Berwick avec Brooke Shipley pour leur travail An algebraic model for rational torus-equivariant spectra (Journal of Topology 2018) et en 1995, il a reçu le prix Berwick. 
De 2007 à 2015, il organise les rencontres sur la théorie de l'homotopie à l'Institut de recherches mathématiques d'Oberwolfach. De 2009 à 2019, il est vice-président de la London Mathematical Society.

## Publications (sélection)
- (dir): Axiomiatic, Enriched and Motivic Homotopy Theory, Kluwer 2004
- avec Robert R. Bruner: The connective K-theory of finit groups, Memoirs of the AMS 785, 2003
- avec Robert Bruner: Connective Real K-Theory of Finite Groups, Mathematical Surveys and Monographs 169, AMS 2010
- Rational S1-Equivariant Stable Homotopy Theory, Mémoires de l'AMS 661, 1999
- avec J. Peter May: Generalized Tate Cohomology, Memoirs of the AMS 543, 1995
- avec Wojciech Chachólski, Tobias Dyckerhoff, Greg Stevenson : Building bridges between algebra and topologye, CRM Barcelona, Birkhäuser 2018

- avec Peter May : Equivariant Stable Homotopy, dans : Ioan James (éd. ), Handbook of Algebraic Topology, 1995, pp. 279–325.
- Rational SO(3)-Equivariant Cohomology Theories, dans Homotopy methods in algebraic topology (Boulder, CO, 1999), Contemp. Math., volume 271, Amer. math Soc., 2001, p. 99
- avec Michael Cole, IIgor Kriz: The universality of equivariant complex bordism, Mathematische Zeitschrift, vol. 239, 2002, pp. 455-475
- avec Matthew Ando : Circle-equivariant classifying spaces and the rational equivariant sigma genus, Mathematische Zeitschrift, Vol. 269, 2011, pp. 1021-1104
- avec B. Shipley : An algebraic model for rational torus-equivariant spectra, Journal of Topology, Vol. 11, 2018, pp. 666-719, Arxiv.